# Hotel Heidelberg
Hotel Heidelberg ist eine deutsche Fernsehfilmreihe der ARD, deren erster Film am 26. Februar 2016 ausgestrahlt wurde. Hauptdarsteller waren zunächst Ulrike C. Tscharre als Hotelchefin Annette Kramer und Christoph Maria Herbst als Psychotherapeut und ihr Partner Ingolf Muthesius, ab dem 3. Teil übernahm Annette Frier die Rolle der Annette Kramer an der Seite von Herbst. 2019 stiegen Meike Droste und Susanna Simon als Schwestern Mascha und Karin Hillinger in die Geschichte ein und leiteten im 7. und letzten Teil als neue Eigentümerinnen das Hotel. Die Reihe spielt in Heidelberg.

## Handlung
Das Hotel Heidelberg ist seit Jahren im Familienbesitz der Familie Kramer. Hermine Kramer übergibt die Leitung schweren Herzens an ihre älteste Tochter Annette. Sie wohnt allerdings weiter mit im Hotel und mischt sich immer wieder in den Ablauf und die Entscheidungen ihrer Tochter ein. Annette ist als alleinerziehende Mutter ihres Sohnes Jeremy und mit der Hotelführung stark belastet. Ihr Freund und späterer Mann, Ingolf Muthesius, versucht sie zu entlasten, hat aber als Psychotherapeut selbst genug zu tun, zumal er sich die Räumlichkeiten seiner Praxis mit seiner Mutter teilt. Diese nutzt jede Gelegenheit, ihren Sohn gegen Annette aufzuwiegeln, da sie ihre neue Schwiegertochter nicht mag.
Die Kramers müssen sich nicht nur mit den wachsenden Ansprüchen der Hotelgäste auseinandersetzen, sondern auch mit allerlei Widrigkeiten, die den Hotelbetrieb gefährden. Nachdem sich Hermine Kramer entschlossen hat, mit ihrem neuen Lebensgefährten Richard zusammen eine eigene Wohnung zu beziehen, scheint sich der Alltag im Hotel zu normalisieren. Doch es gibt auch Familienzuwachs, als Annette und Ingolf beschließen, den Waisenjungen Ole bei sich aufzunehmen, den Ingolf als Patient behandelt und der ihm ans Herz gewachsen ist. Obwohl sich Ole bei den Kramers wohl fühlt, muss er feststellen, dass er irgendwie auch nur ein Gast im Hotel ist, weil seine neuen Pflegeeltern viel zu beschäftigt sind. Als Annette dies schmerzhaft bewusst wird, entscheidet sie sich, das Hotel zu verkaufen, um endlich mit Ingolf für Ole eine richtige Familie zu sein.
Nach dem Tod ihres Vaters investieren die Schwestern Mascha Hillinger und Karin Berger ihr geerbtes Kapital in das Hotel Heidelberg. Nach einer grundlegenden Sanierung des alten Hauses wird der Betrieb mit neuer Geschäftsführung wieder aufgenommen. Diverse Baupannen lassen die Schwestern vermuten, dass ihr Halbbruder ihnen ihren Erfolg nicht gönnt und mit Sabotageaktionen das Hotel in Verruf bringen will. Mascha und Karin können ihn rechtzeitig stoppen und so Schlimmeres verhindern.

## Episodenliste
| Nr. | Titel                                       | Erstausstrahlung | Regie          |
| --- | ------------------------------------------- | ---------------- | -------------- |
| 1   | Hotel Heidelberg: Kramer gegen Kramer       | 26. Februar 2016 | Michael Rowitz |
| 2   | Hotel Heidelberg: Kommen und Gehen          | 4. März 2016     | Michael Rowitz |
| 3   | Hotel Heidelberg: Tag für Tag               | 9. Dezember 2016 | Sabine Boss    |
| 4   | Hotel Heidelberg: Kinder, Kinder!           | 2. März 2018     | Edzard Onneken |
| 5   | Hotel Heidelberg: … Vater sein dagegen sehr | 9. März 2018     | Edzard Onneken |
| 6   | Hotel Heidelberg: … Wer sich ewig bindet    | 24. Mai 2019     | Edzard Onneken |
| 7   | Hotel Heidelberg: Wir sind die Neuen        | 31. Mai 2019     | Edzard Onneken |

## Besetzung
| Schauspieler/in        | Rollenname                   | Bemerkungen | Folgen | Jahr      |
| ---------------------- | ---------------------------- | --- | ------ | --------- |
| Ulrike C. Tscharre     | Annette Kramer               | Hotelbetreiberin, Tochter von Hermine und Günter Kramer, Mutter von Jeremy, Ehefrau von Ingolf Muthesius          | 1–2    | 2016      |
| Annette Frier          | Annette Kramer               | Hotelbetreiberin, Tochter von Hermine und Günter Kramer, Mutter von Jeremy, Ehefrau von Ingolf Muthesius          | 3–6    | 2016–2019 |
| Christoph Maria Herbst | Ingolf Muthesius             | Psychotherapeut, Ehemann von Annette Kramer, Sohn von Werner und Susanne Muthesius                                | 1–6    | 2016–2019 |
| Hannelore Hoger        | Hermine Kramer               | Seniorchefin des Hotels, Mutter von Annette, Stefan und Floriane Kramer, Schwester von Ingrid                     | 1–6    | 2016–2019 |
| Stephan Grossmann      | Stefan Kramer                | Banker, arbeitet mit im Hotel, Sohn von Hermine und Günter Kramer, Bruder von Annette und Floriane                | 1–7    | 2016–2019 |
| Nele Kiper             | Floriane Kramer              | Gärtnereibesitzerin, beliefert das Hotel, Tochter von Hermine und Günter Kramer, Schwester von Annette und Stefan | 1–7    | 2016–2019 |
| David Nolden           | Jeremy Kramer                | Sohn von Annette Kramer und Elliott Coogan, Neffe von Stefan und Floriane, Enkel von Hermine und Günter Kramer    | 1–4    | 2016–2018 |
| Dagmar Sachse          | Cindy                        | Köchin | 1–2    | 2016      |
| Bettina Stucky         | Daniela Frommert             | neue Köchin | 3–7    | 2016–2019 |
| André Jung             | Richard Karrenberg           | Schauspieler, Freund von Hermine Kramer                                                                           | 3–5    | 2016–2018 |
| Nico Kleemann          | Ole Dornbach                 | Waise, Patient von Ingolf, Pflegesohn von Annette und Ingolf                                                      | 4–6    | 2018–2019 |
| Meike Droste           | Mascha Hillinger             | Schwester von Karin, Autorin und neue Hotelinhaberin                                                              | 6–7    | 2019–2019 |
| Susanna Simon          | Karin Berger, geb. Hillinger | Schwester von Mascha und neue Hotelinhaberin                                                                      | 6–7    | 2019      |

## Rollen-Zeitleiste nach Folgen
| Figur                        | 1 | 2 | 3 | 4 | 5 | 6 | 7 |
| ---------------------------- | - | - | - | - | - | - | - |
| Annette Kramer               |   |   |   |   |   |   |   |
| Ingolf Muthesius             |   |   |   |   |   |   |   |
| Hermine Kramer               |   |   |   |   |   |   |   |
| Stefan Kramer                |   |   |   |   |   |   |   |
| Floriane Kramer              |   |   |   |   |   |   |   |
| Jeremy Kramer                |   |   |   |   |   |   |   |
| Cindy (Köchin)               |   |   |   |   |   |   |   |
| Daniela Frommert (Köchin)    |   |   |   |   |   |   |   |
| Richard Karrenberg           |   |   |   |   |   |   |   |
| Ole Dornbach                 |   |   |   |   |   |   |   |
| Mascha Hillinger             |   |   |   |   |   |   |   |
| Karin Berger, geb. Hillinger |   |   |   |   |   |   |   |

## Drehort

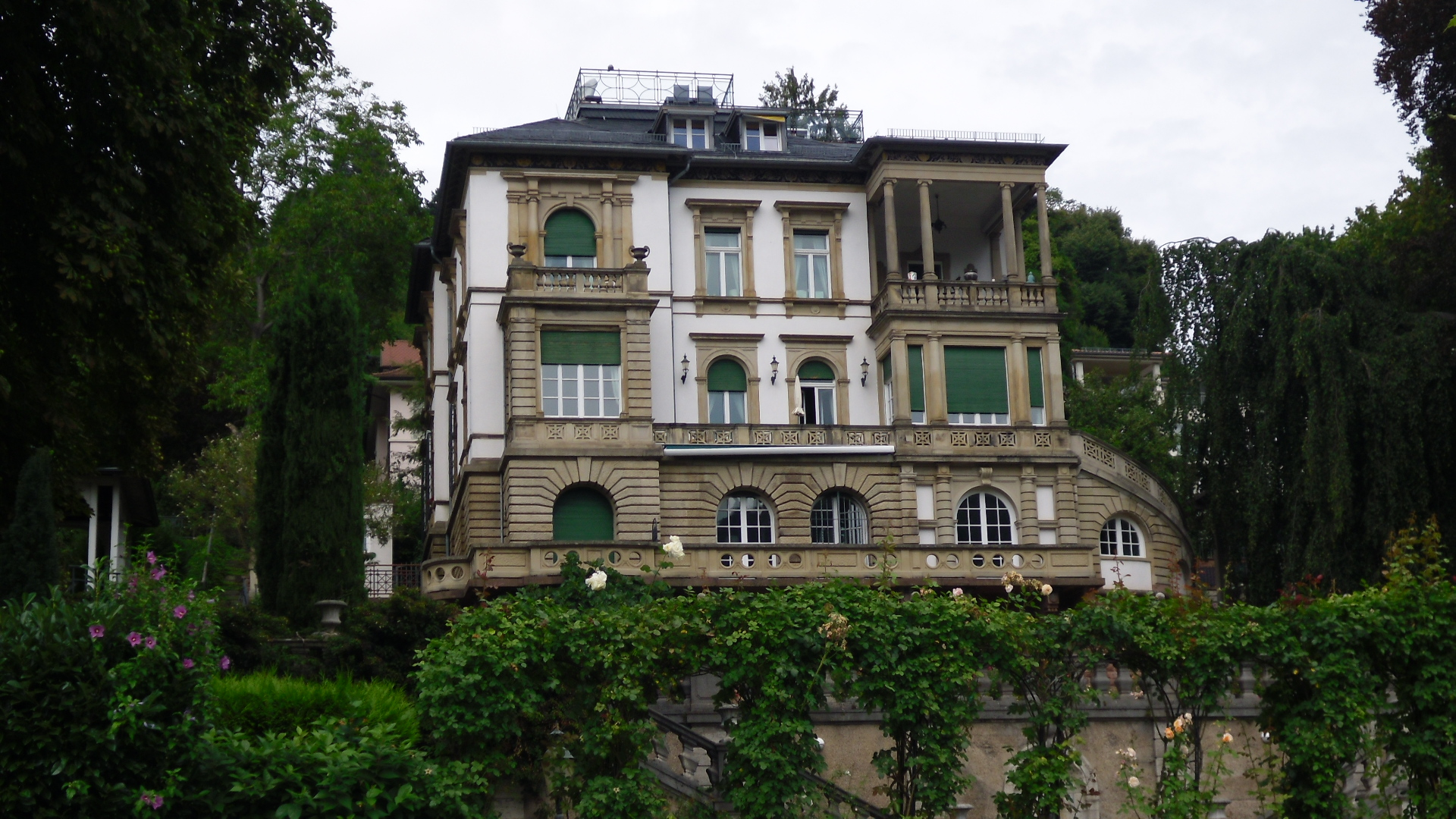
Drehort „Hotel Heidelberg“ im Jahr 2019.

Der Drehort befindet sich im Hölderlinweg im Heidelberger Stadtteil Neuenheim unterhalb des Heiligenbergs. Eigentümer der Villa mit Parkanlage war der Unternehmer Roland Ernst.